# أحمد محمد الساعاتي
أحمد محمد الساعاتي (1950-) مؤرخ فلسطيني وُلِدَ في غزة، درس الإبتدائية والإعدادية في مدارس المغازي والثانوية في مدرسة دير البلح عام 1968. حصل على دبلوم من مركز التدريب المهني في قلنديا عام 1970.
عمل محاضراً في قسم اللغة الإنجليزية في الجامعة الإسلامية بغزة في الفترة الواقعة بين عامي (1996-1998) ، ومحاضراً في قسم التاريخ من عام 1998.

## سيرته العلمية
- حصل الساعاتي على بكالوريوس تاريخ من جامعة بيروت العربية عام 1979.[2]
- دبلوم دراسات عليا من جامعة القاهرة عام 1982.
- ماجستير في الآداب من جامعة عين شمس في القاهرة عام 1987، بأطروحة التطور الحضاري في غزة من الفتح الإسلامي حتى عام 1914.
- الدكتوراة بمرتبة الشرف من البرنامج المشترك بين جامعتي عين شمس والأقصى عام 2003 بأطروحة التطور الثقافي في غزة بين عامي (1914-1967) وهي دراسة في التاريخ الحضاري.

## أبحاثه
1. أعلام غزة في القرن العشرين (1876-1967) ، صدرت في عام 2005 عن مركز رشاد الشوا الثقافي.[3]
2. التطور العمراني في غزة (1876-1967) تحت الطبع.